# Calamaria schmidti
Espèce
Statut de conservation UICN

 LC  : Préoccupation mineure
Calamaria schmidti  est une espèce de serpents de la famille des Colubridae.

## Répartition
Cette espèce est endémique du Sabah en Malaisie.

## Description

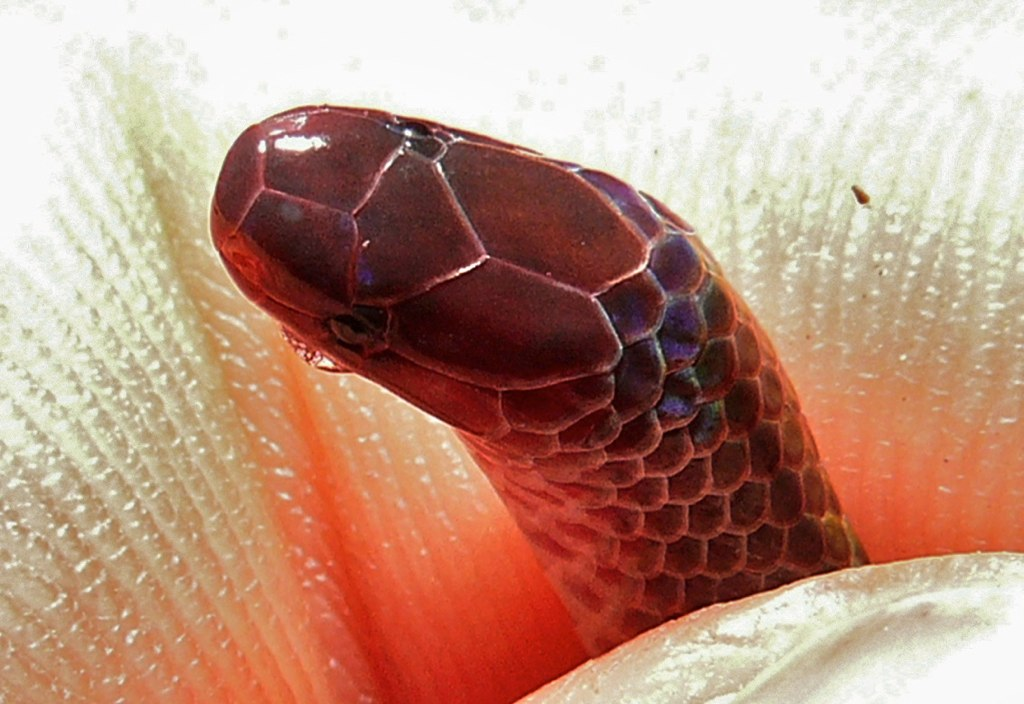

L'holotype de Calamaria schmidti, une femelle, mesure 253 mm dont 19 mm pour la queue.

## Étymologie
Cette espèce est nommée en l'honneur de Karl Patterson Schmidt.

## Publication originale
- Marx & Inger, 1955 : Notes on the snakes of the genus Calamaria. Fieldiana: Zoology, vol. 37, no 7, p. 167-209 (texte intégral).